# باتريك هوارد
باتريك هوارد هو منتج أفلام وكاتب سيناريو وممثل كندي، ولد في 2 يناير 1969 بمونتريال في كندا.

## وصلات خارجية
- باتريك هوارد على موقع IMDb (الإنجليزية)
- باتريك هوارد على موقع ألو سيني (الفرنسية)
- باتريك هوارد على موقع ميوزك برينز (الإنجليزية)
- باتريك هوارد على موقع أول موفي (الإنجليزية)
- باتريك هوارد على موقع قاعدة بيانات الأفلام السويدية (السويدية)
- باتريك هوارد على موقع قاعدة بيانات الفيلم (الإنجليزية)
- باتريك هوارد على موقع كينوبويسك (الروسية)